# De man die even wilde afrekenen
De man die even wilde afrekenen (Zweeds: "Polis, polis, potatismos!") is een roman van het Zweedse schrijverspaar Sjöwall & Wahlöö. De in 1970 uitgegeven roman is het zesde deel van een serie van tien politieromans waarin inspecteur Martin Beck de hoofdrol speelt.

## Het verhaal
Een semi-malafide grootindustrieel wordt na afloop van een bestuursvergadering tijdens een dinertje in een hotel in Malmö doodgeschoten door een man die het hotel binnenstapt; eenmaal schiet en via een openstaand raam het pand verlaat. Omdat al snel blijkt dat het bedrijf van het slachtoffer vermoedelijk in wapensmokkel deed, lijken politieke motieven niet uitgesloten. Daarom wordt er grote druk op Martin Beck uitgeoefend om de zaak op te lossen.

## Personages
Martin Beck is in Stockholm op kamers gegaan, maar moet naar Malmö om de leiding van het onderzoek van 'tandenstoker' Månsson over te nemen. De moord had binnen een paar uur kunnen zijn opgelost als de luie radioagenten Kristiansson en Kvant een opgedragen arrestatie hadden uitgevoerd, maar zij kozen ervoor om een driejarig jongetje een reprimande te geven. Lennard Kollberg en Gunvald Larsson blijven in Stockholm achter om daar, beiden op eigen wijze, aan de oplossing van de moord bij te dragen.

## Nederlandse vertaling
De Nederlandse vertaling van Cora Polet met een omslag van Dick Bruna verscheen in 1972 in de serie Zwarte Beertjes.

## Verfilming
Het boek werd in 1993 verfilmd onder de titel Polis polis potatismos door Pelle Berglund met Gösta Ekman in de rol van commissaris Beck.